# Град хероја: Серија
Град хероја: Серија (енгл. Big Hero 6: The Series) је америчка суперхеројско-хумористичка анимирана телевизијска серија, коју продуцира Disney Television Animation коју су развили творци Ким Опаснић Марк Макоркл и Боб Скули. Серија је заснована на Disney филму Град хероја, који је слабо заснован на серији стрипова Град хероја чији је издавач Marvel Comics. Серија представља наставак и радња се догађа након дешавања у филму и користи традиционалну ручну анимацију.
У Србији се серија приказује од 13. марта 2020. године на стриминг услузи HBO Go, синхронизована на српски језик. Синхронизацију је радио студио Синкер медија, а продукцију Ливада продукција.

## Радња
Серија је постављена након догађаја у дугометражном филму Град хероја и наставља авантуре четрнаестогодишњег технолошког генија Хира Хамада и саосећајног, врхунског робота Бејмакса којег је створио његов покојни брат Тадаши. Заједно са својим пријатељима Васабијем, Хани Лемон, Го Го и Фредом, формирају суперхеројски тим Биг хиро шест и упуштају се у високотехнолошке авантуре јер штите свој град од низа научно побољшаних зликоваца. Хиро се такође суочава с академским изазовима и социјалним испитивањима као новим родом из Технолошког института Сан Франсокио (ТИСФ).
Серија мало противречи крају филма. Међу разликама су и ујна Кес која зна за Бејмакс и Хиро похађају ТИСФ као да се све враћа у нормалу (и иако је зграда подигнута након Тадашија, Хиро не добија стипендију од института). Хиро такође не смишља име „Биг хиро шест” као што се подразумева на крају филма. Уместо тога, Фред смишља име након што је „смислио епску листу имена тимова” и тестирао их.

## Улоге
| Лик                  | Глас             |
| -------------------- | ---------------- |
| Хиро Хамада          | Рајан Потер      |
| Бејмакс Хамада       | Скот Адсит       |
| Гого Томаго          | Џејми Чанг       |
| Хани Лемон           | Хенесис Родригез |
| Васаби Хенгва        | Хари Пејтон      |
| Фредерик Фредериксон | Брукс Вилан      |
| Кес Хамада           | Маја Рудолф      |
| Грејс Гренвил        | Џенифер Луис     |
| Карми Рентели        | Хејли Тју        |
| Алистер Креј         | Алан Тудик       |

## Епизоде
| Сезона | Сезона | Епизоде | Оригинално приказивање | Оригинално приказивање | Српско приказивање | Српско приказивање |
| Сезона | Сезона | Епизоде | Почетак                | Крај                   | Почетак            | Крај               |
| ------ | ------ | ------- | ---------------------- | ---------------------- | ------------------ | ------------------ |
|        | 1      | 24      | 20. новембар 2017.     | 13. октобар 2018.      | 13. март 2020.     | 13. март 2020.     |
|        | 2      | TBA     | 6. мај 2019.           | TBA                    | TBA                | TBA                |